# Rolle (Vaud)
Rolle (en francoprovenzal Rolo) es una comuna y ciudad histórica suiza del cantón de Vaud, situada en el distrito de Nyon a orillas del lago Lemán. Limita al norte con la comuna de Mont-sur-Rolle, al noreste con Perroy, al sur con el lago, al suroeste con Bursinel, al oeste con Gilly, y al noroeste con Tartegnin.
La comuna fue la capital del distrito de Rolle y círculo de Rolle hasta su disolución el 31 de diciembre de 2007.

## Economía
Es sede europea de varias empresas, entre las que se encuentran Yahoo!, Honeywell, Cisco Systems, Palm Products GmbH, Nissan, Nidecker, Cadbury, entre otras.

## Personajes
- Ernest Biéler, pintor suizo, nacido en Rolle.
- Henri Bouquet, oficial del ejército británico, nacido en Rolle.
- Frédéric-César de La Harpe, patriota valdense, preceptor del zar de Rusia, nacido en Rolle.
- Janine Massard, escritora suiza, nacida en Rolle.
- Jean-Marie Straub, cineasta francés residente en Rolle.

## Transporte
- Línea ferroviaria FFS Ginebra - Rolle - Lausana.
- Autopista A1,  13 Rolle.
- Puerto de la Sociedad General de Navegación del Lago Lemán.